# 谢尔河畔新城
谢尔河畔新城（法語：Villeneuve-sur-Cher，法語發音：[vilnœv syʁ ʃɛʁ]）是法国谢尔省的一个市镇，属于布尔日区。

## 地理
谢尔河畔新城（47°1'44"N, 2°13'23"E）面积26.13 平方千米，位于法国中央-卢瓦尔河谷大区谢尔省，该省份为法国中部省份，北起卢瓦雷省，西接卢瓦-谢尔省和安德尔省，南至克勒兹省，东南接阿列省，东临涅夫勒省。
与谢尔河畔新城接壤的市镇（或旧市镇、城区）包括：锡夫赖、莫尔托米耶、普卢、谢尔河畔圣弗洛朗、圣托雷特。

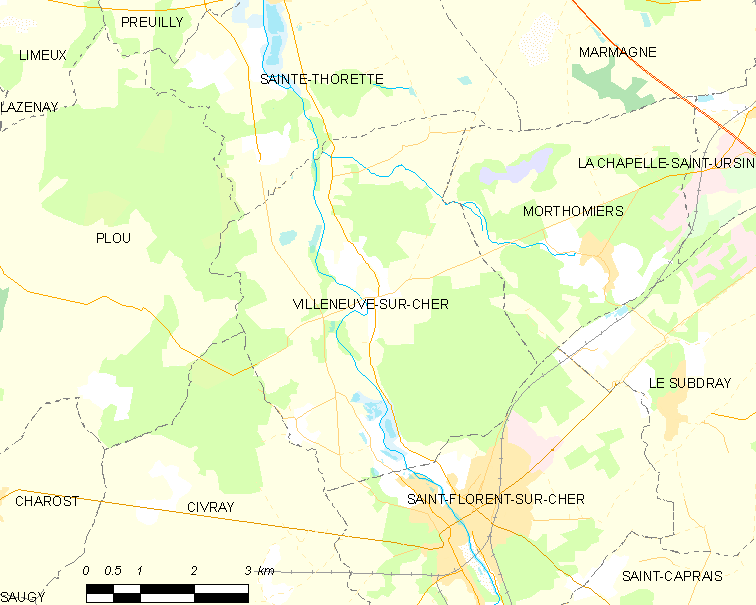
谢尔河畔新城的OSM定位图

谢尔河畔新城的时区为UTC+01:00、UTC+02:00（夏令时）。

## 行政
谢尔河畔新城的邮政编码为18400，INSEE市镇编码为18285。

## 政治
谢尔河畔新城所属的省级选区为沙罗县。

## 人口

1962-2008年间谢尔河畔新城人口变化图示

谢尔河畔新城于2022年1月1日时的人口数量为403人。